# Jenneret
Jenneret est un village de la commune belge de Durbuy situé en Région wallonne dans la province de Luxembourg.
Avant la fusion des communes, il faisait partie de la commune de Bende.

## Situation
Le village de Jenneret se trouve sur le sommet du versant nord-ouest du Néblon à la limite du Condroz et de la Famenne. La route nationale 638 passe au pied du village pour rejoindre Ouffet (au nord) après 4 km et Ocquier (à l'ouest) après 5 km. Le centre de Hamoir (à l'est) est distant de 8 km par la route nationale 623 qui suit la vallée encaissée du Néblon.

## Description
Village de caractère, Jenneret est constitué de fermes, fermettes et maisons le plus souvent bâties en pierre calcaire.
La grande ferme en carré avec son porche coiffé d'une imposante toiture en ardoises, le château avec ses façades recouvertes de lierre, l'église et le cimetière attenant constituent un bel ensemble architectural.

## Histoire
Depuis le Moyen Âge et jusqu'en 1795 le village a fait partie de la Principauté de Stavelot-Malmedy (comté de Logne). 
Depuis la fin du XVIIIe siècle, la famille de Favereau est intimement liée au village de Jenneret. Les barons de Favereau, tous prénommés Paul suivi d'un second prénom, ont occupé le siège de bourgmestre de la localité pendant cent ans depuis l'indépendance de la Belgique en 1831 jusqu'à la fusion des communes en 1976 et ce, sans jamais devoir recourir à des élections. Parmi eux, Paul-Louis de Favereau (1856-1922) fut aussi député, sénateur et ministre.
Encore aujourd'hui, la famille de Favereau possède une grande partie des habitations et des terres du village.

## Sources et liens externes
- Interview : Julien BIL, « Favereau et Jenneret, destins liés », L'Avenir,‎ 29 novembre 2008 (lire en ligne, consulté le 24 août 2020)